# 露絲·薩繆爾森
露絲·克柏森·薩繆爾森（英語：Ruth Culbertson Samuelson；1959年11月4日—2017年1月23日），是美國的共和黨政治人物，前北卡罗来纳州众议院議員。

## 生平
薩繆爾森於北卡羅來納州夏洛特出生，長大在北卡罗来纳大学教堂山分校畢業。2000年起，她是梅克倫堡縣委員會第五選區委員；直到2004年她轉戰單一選區委員會議席，惟在緊湊的競選中敗選。
2006年11月，薩繆爾森以共和黨黨籍身分接替連任五屆的州眾議員埃德·麥克馬漢出選北卡罗来纳州众议院，並以67%選票擊敗民主黨的寶拉·麥克斯溫（Paula McSwain）當選第一百零四選區議員，任職自2007年至2015年。
2013年10月15日，她宣布不會尋求第五個任期，也將會在2014年大選後離職。到2016年6月，薩繆爾森被診斷患有卵巢癌，下半年，她在家中接受臨終關懷，到2017年1月23日逝世，享年53歲。在梅克倫堡縣的一條遠足徑以薩繆爾森的名字命名以紀念她。